# Koparka MDK-2

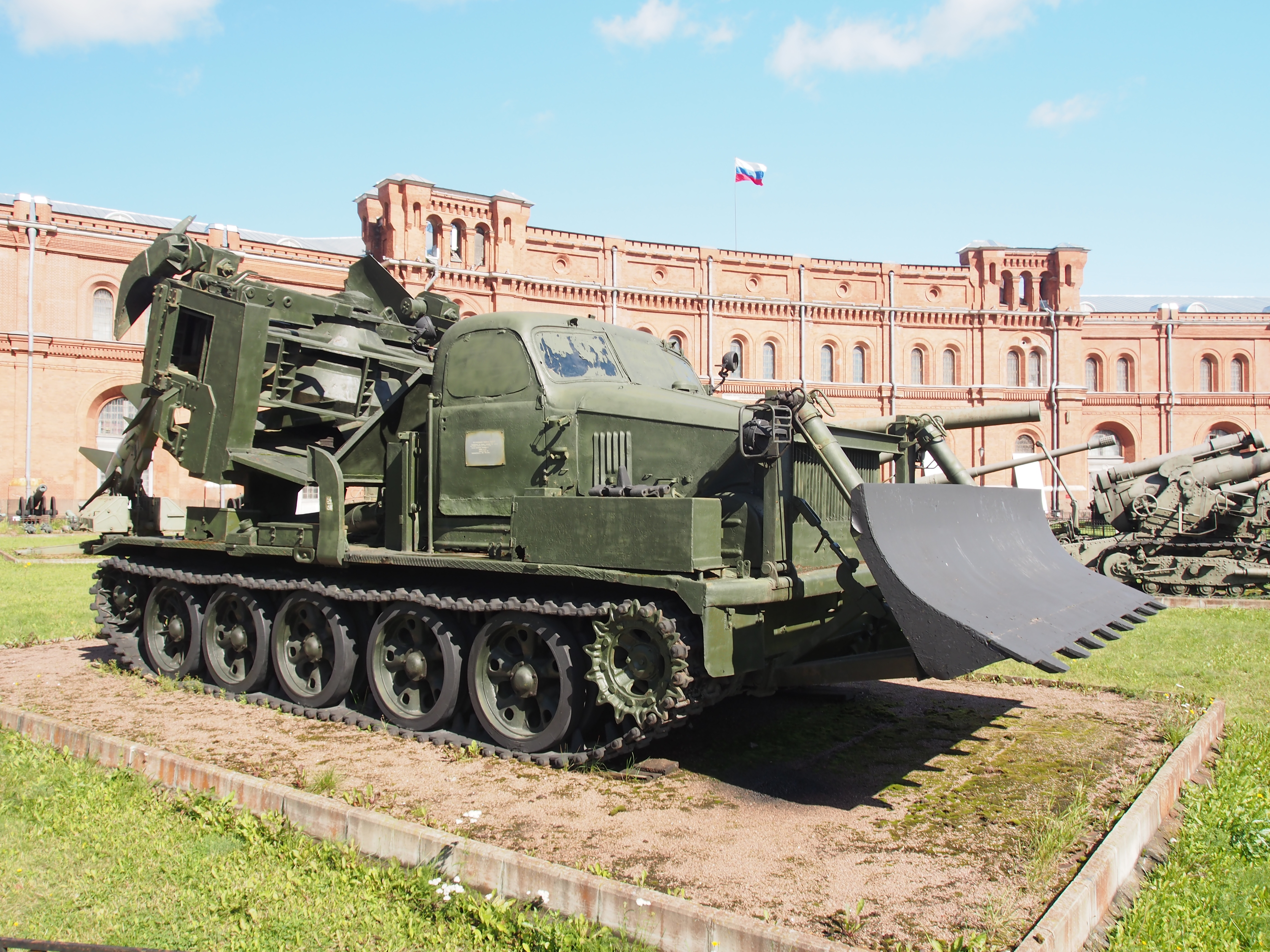
Koparka MDK-2M

Koparka wieloczerpakowa MDK-2 – radziecka maszyna inżynieryjna stosowana między innymi w Wojsku Polskim.

## Charakterystyka
Koparka MDK-2  jest przeznaczona do kopania wykopów na okopy i ukrycia sprzętu bojowego i pojazdów specjalnych w czasie rozbudowy pozycji obronnych, stanowisk ogniowych artylerii, punktów dowodzenia oraz rejonów rozmieszczenia wojsk. Wykopy koparką MDK-2 wykonuje się warstwami w czasie jej jazdy do przodu. Jeżeli jest wymagane usypanie urobionego gruntu na oba pobocza wykopu, wówczas kopie się w dwóch kierunkach: w jednym do połowy głębokości wykopu, a po nawróceniu koparki o 180° na określoną głębokość. Odspojony grunt koparka wyrzuca poza wykonywany wykop na odległość do 10 m. Tworzące się uskoki na dnie wykonywanego wykopu i wyjazdach wyrównuje się lemieszem. Na niewielkie odległości koparka MDK-2 przemieszcza się własnym napędem, na większą odległość może być przewożona na przyczepie niskopodwoziowej lub transportem kolejowym.

## Dane eksploatacyjne koparki
| Parametr                         | Wartość          |
| -------------------------------- | ---------------- |
| Szybkość transportowa            | 18–24 do 35 km/h |
| Wydajność eksploatacyjna kopania | 200 m³/h         |
| Szerokość wykopu                 | 3,5 m            |
| Głębokość wykopu                 | do 3,5 m         |
| Szerokość lemiesza               | 3,2 m            |
| Wysokość lemiesza                | 1 m              |
| Maksymalne zagłębienie           | 0,45 m           |
| Masa koparki                     | 28 t             |